# Plantarum Romuleae, et Saturniae
Plantarum Romuleae, et Saturniae (abreviado Pl. Romul. Saturn.) es un libro con ilustraciones y descripciones botánicas que fue escrito por el botánico, micólogo, algólogo, y religioso, italiano Giovanni Francesco Maratti y publicado en el año 1772 con el nombre de Plantarum Romuleae Et Saturniae: In Agro Romano Existentium.